# Gura Galbenei, Cimișlia
Gura Galbenei este un sat din raionul Cimișlia, Republica Moldova.

## Istorie
Localitatea Gura Galbenei reprezintă o comună rurală tipica spațiului moldovenesc ce-și deapănă istoria din cele mai vechi timpuri, de la primele manifestări ale civilizației traco-geto-dacice și până în prezent.
Documentele istorice ce oglindesc atestarea și evoluția localității datează cu sec.al XVII-lea. Ca și alte localități, comuna Gura Galbenei are la bază și o interesantă versiune legendară transmisă pe cale orală. Locuitorii comunei au și un calificativ specific, moștenit istoric, având la bază un sigur argument reieșit din poziția geografică pe care o deține și anume "cuțitari". Informații prețioase despre localitate sunt menționate în lucrările lui Berg S. „Basarabia. Țara. Oameni. Gospodarie”, Petersburg 1918; Soroca T. „Geografia Guberniei Basarabia” Chișinău 1878; Butovici V. „Materiale pentru harta etnografica a Guberniei Basarabia”; Berg L. „Populația Basarabiei, componența etnică și numărul ei”, Petersburg 1923; „Dicționarul statistic al Basarabiei”, Chișinău 1923.
O importantă sursă istoriografică reprezintă și lucrarea lui Zamfir Arbore editată la București în 1904 cu referință la așezarea geografică, dar cele mai sigure dovezi și argumente istorice sunt prezente în numărul mare de dosare și fonduri ale Arhivei Naționale și Raionale. Cu siguranță prezintă un mare interes și documentarul arhivei de la Iași care este necercetat. Fondurile cercetate de către Eugenia Samoilă-Tioftica sunt 2,6,8,9,66,112,131,151,208 etc. Sunt menționate doar câteva din sursele istorice în baza căreia a fost întocmită monografia localității Gura Galbenei care urmează a fi publicată.
Comuna Gura Galbena este așezată de-a lungul râului Cogâlnic și se mărginește în partea de nord cu satul Bozieni, iar la sud cu satul Hârtop, fiind o așezare tipic autohtonă. Casele sunt aranjate în formă de cuib. Localitatea are o vechime mare, martori ne sunt denumirile de pe moșiile satului. La sud pe valea Cogâlnicului, până la valea Lopatingului sunt 24 de movile, care poartă numele de „movilele strajori”. Dealul din nord-est are o înălțime de 106,8 stânjeni deasupra nivelului mării. La sfârșitul secolului al XVIII-lea–începutul secolului al XIX-lea, Gura Galbenei era reședința ținutului Hotărniceni. Două șosele legau târgușorul Gura Galbenei cu Cubea și Chișinău, fapte menționate de Zamfir Arbore în "Dicționarul geografic al Basarabiei", București 1904. Tot din "Dicționarul geografic al Basarabiei", aflăm că acest sat este așezat în valea Galbenă, vale în județul Chișinău cu lungime 28 km., care începe la est de satul Logănești și continuă spre sud-est până aproape de satul Bisani, direcționează spre est și menține această traiectorie până în valea Cunducului, în care se deschide în stânga la târgușorul Gura Galbenei din județul Tighina, gubernia Basarabia. La începuturile sale valea are o înălțime de 156,9 stânjeni de pe coastele sale, iar fundul văii aproape de Gura Galbenei are o înălțime de 50,9 stânjeni. Coastele văii până la satul Buzani sunt acoperiți cu păduri, iar de la Gura Galbenei în jos este șes și fânețe. Din jos de localitate, lângă hârtopul nou, se află o movilă numită "Movila Sfatului" de mari dimensiuni, pe vârful unui deal, cu larg orizont. Numele "Movila Sfatului" s-ar fi dat, după unele opinii, căci se adunau în acest loc căpeteniile tătare la sfat, menționează Constantinescu T. în lucrarea "Basarabia arheologică și artistică", Iași 1923.

## Geografie
Poziția geografică este 46 grade 42 minute latitudine nordică și 26 grade 22 minute longitudine estică. La est de sat (a patra de la nord, pe panta stângă a vâlcelei Valea Coțofana), este amplasată râpa „Coțofana”, arie protejată din categoria monumentelor naturii de tip geologic sau paleontologic.

## Demografie

### Structura etnică
Structura etnică a localității conform recensământului populației din 2004:
| Grup etnic                                               | Populație | % Procentaj  |
| -------------------------------------------------------- | --------- | ------------ |
| Băștinași declarați Moldoveni Băștinași declarați Români | 5442 4    | 98,95% 0,07% |
| Ucraineni                                                | 25        | 0,45%        |
| Ruși                                                     | 16        | 0,29%        |
| Găgăuzi                                                  | 7         | 0,13%        |
| Bulgari                                                  | 2         | 0,04%        |
| Alții                                                    | 4         | 0,07%        |
| Total                                                    | 5500      |              |

## Administrație și politică
Componența Consiliului local Gura Galbenei (13 consilieri), ales la 5 noiembrie 2023, este următoarea:
|  | Partid                                | Consilieri | Componență | Componență | Componență | Componență | Componență | Componență | Componență | Componență | Componență |
|  | ------------------------------------- | ---------- | ---------- | ---------- | ---------- | ---------- | ---------- | ---------- | ---------- | ---------- | ---------- |
|  | Partidul Acțiune și Solidaritate      | 9          |            |            |            |            |            |            |            |            |            |
|  | Partidul Social Democrat European     | 2          |            |            |            |            |            |            |            |            |            |
|  | Platforma Demnitate și Adevăr         | 1          |            |            |            |            |            |            |            |            |            |
|  | Partidul Liberal Democrat din Moldova | 1          |            |            |            |            |            |            |            |            |            |